# Maestà imperiale

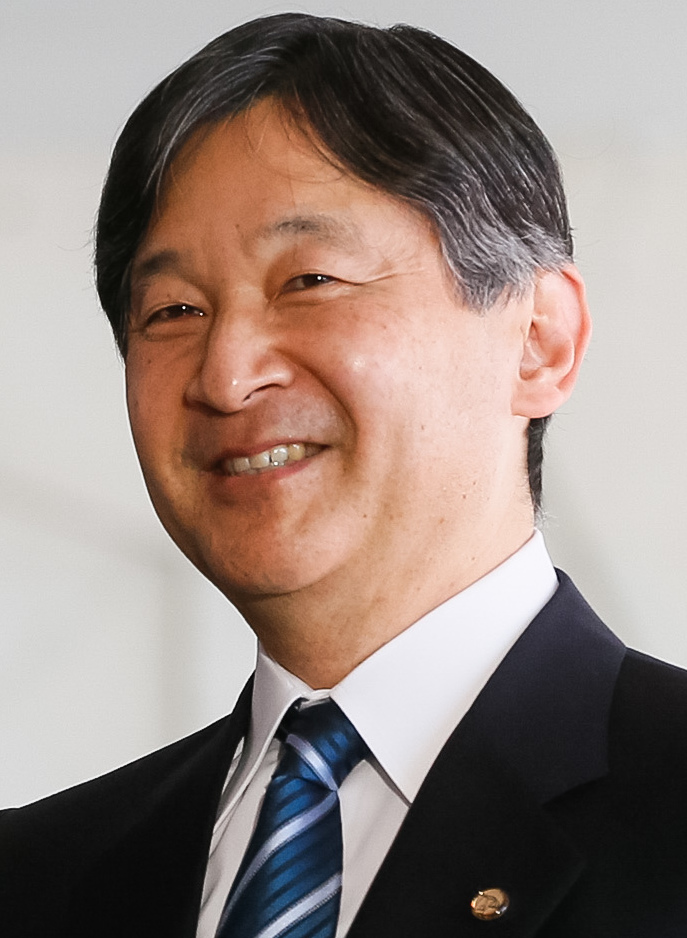
Sua maestà imperiale Naruhito, imperatore del Giappone.

Maestà imperiale è il trattamento utilizzato da imperatori e imperatrici.
Questo trattamento è usato per distinguere la figura dell'imperatore da quella del re, che gode invece del trattamento di Maestà.
Attualmente gli unici sovrani ad utilizzare il trattamento di maestà imperiale sono l'imperatore del Giappone Naruhito e sua moglie l'imperatrice Masako; il trattamento è inoltre utilizzato dai genitori di Naruito, l'imperatore emerito Akihito e l'imperatrice emerita Michiko, e dall'ex imperatrice dell'Iran Farah Pahlavi.

## Etichetta imperiale giapponese
L'attuale imperatore del Giappone Naruhito, come suo padre l'imperatore emerito Akihito, e come ogni sovrano della sua dinastia, non viene mai chiamato per nome, ma viene sempre chiamato "sua maestà imperiale l'imperatore" (tennō heika) o semplicemente "sua maestà imperiale" (heika).
Negli scritti, invece, viene utilizzata l'espressione "l'imperatore regnante" (kinjō tennō).
Il regno dell'imperatore Akihito ha portato il nome di heisei ("raggiungimento della pace").
Come di consueto, dopo la sua morte, ci si riferirà all'imperatore Akihito con il nome di "imperatore Heisei" (Heisei tennō).

## Storia
Il trattamento di maestà imperiale è stato introdotto solo nell'Ottocento. Tuttavia sono state ritrovate alcune fonti risalenti al Cinquecento (documenti di corrispondenza appartenenti all'Archivio dell'Ordine di Malta a La Valletta), in cui è utilizzato questo trattamento. Prima dell'Ottocento comunque nell'Europa occidentale esisteva un solo imperatore, l'Imperatore del Sacro Romano Impero, al quale ci si riferiva con il trattamento di "sua maestà cesarea". 
Negli ultimi due secoli il trattamento di "sua maestà imperiale" è stato riconosciuto agli imperatori di Austria, Russia, Francia, Germania, Turchia, Persia, Cina e Giappone; anche al re d'Italia fu riconosciuto il trattamento imperiale dal 1936, in quanto imperatore d'Etiopia. Inoltre, dal 1º maggio 1876 al 22 giugno 1948, il sovrano del Regno Unito si fregiò anche del trattamento di "re-imperatore" o "regina-imperatrice" in quanto regnava sull'Impero anglo-indiano.